# Zohar Zimro
Zohar Zimro (in ebraico זוהר זימרו; Woozaba, 15 giugno 1977) è un maratoneta israeliano.
Ha rappresentato Israele ai Giochi della XXX Olimpiade.

## Biografia
Zimro è nato a Woozaba, in Etiopia, nel 1977, figlio di due falascia. È emigrato in Israele all'età di 10 anni e ha cominciato a correre a livello agonistico a 16 anni, scoperto dal suo insegnante di ginnastica al liceo.
Ha debuttato in occasione della Maratona di Berlino del 2009, dove è arrivato 23º con un tempo di 2h23'48". Nel 2010 ha partecipato alla Maratona di Parigi e ai Campionati europei di atletica leggera.
Nell'aprile 2011 ha preso parte alla Maratona di Amsterdam, arrivando 10º; è stato l'unico corridore israeliano a qualificarsi per i Giochi olimpici di Londra dell'anno successivo.
Nel 2008 ha fondato un'organizzazione no-profit chiamata Correre Col Cuore. Essa aiuta bambini e ragazzi problematici ad affrontare le difficoltà e inseguire i loro obiettivi attraverso la corsa.

## Palmarès
| Anno | Manifestazione  | Sede       | Evento   | Risultato | Prestazione | Note |
| ---- | --------------- | ---------- | -------- | --------- | ----------- | ---- |
| 2010 | Europei         | Barcellona | Maratona | 38º       | 2h36'58"    |      |
| 2011 | Mondiali        | Taegu      | Maratona | dnf       | dnf         |      |
| 2012 | Giochi olimpici | Londra     | Maratona | 81º       | 2h34'59"    |      |
| 2013 | Mondiali        | Mosca      | Maratona | 39º       | 2h25'23"    |      |
| 2014 | Europei         | Zurigo     | Maratona | dnf       | dnf         |      |

## Altre competizioni internazionali
2009
- 23º alla Maratona di Berlino ( Berlino) - 2h23'48"

2010
- 22º alla Maratona di Parigi ( Parigi) - 2h20'59"
- 18º alla Maratona di Tiberiade ( Tiberiade) - 2h28'54"

2011
- 10º alla Maratona di Rotterdam ( Rotterdam) - 2h14'28"
- 20º alla Maratona di Tiberiade ( Tiberiade) - 2h21'33"
- Argento alla Mezza maratona del Mar Morto ( Ein Gedi) - 1h06'19"

2012
- 15º alla Maratona di Tiberiade ( Tiberiade) - 2h15'06"
- 20º alla Mezza maratona di Lisbona ( Lisbona) - 1h06'40"

2013
- 14º alla Maratona di Rotterdam ( Rotterdam) - 2h16'49"

2014
- 7º alla Maratona di Tiberiade ( Tiberiade) - 2h16'25"

2015
- 8º alla Maratona di Tiberiade ( Tiberiade) - 2h18'08"